# Gurbulaq
Gurbulaq è un comune dell'Azerbaigian situato nel distretto di Daşkəsən. Conta una popolazione di 360 abitanti.